# Musica albanese
La musica albanese ha origini antiche, infatti veniva tramandata da padre in figlio solo per tradizione orale cioè non vi erano spartiti dai quali i giovani potevano attingere per la formazione musicale.
Ci sono vari tipi di generi musicali, che mostrano le numerose influenze; la musica tradizionale del folklore si differenzia rispetto alle regioni con maggiori differenze stilistiche tra le musiche dei Gheg nel nord e i Toschi nel sud. La musica "popolare" cittadina si è sviluppata intorno alle città di Coriza, Scutari e Kavajë. Uno dei festival più importanti per l'esibizione di musica tradizionale albanese è il Festival Nazionale del Folclore di Argirocastro che si tiene ogni 5 anni. Dal 1920 è nata la musica classica albanese. Importante spazio hanno anche le kënge të lehta'

## Caratteristiche
Le dominazioni politiche, militari e culturali dell'Albania da elementi esteri hanno contribuito alla moderna scena musicale del paese. La musica albanese è una fusione di musiche del Sudest Europa, specialmente quelle dell'Impero ottomano, che ha governato l'Albania per più di 500 anni. Comunque, il popolo albanese ha mantenuto la vasta identità culturale lontano dal dominatore, anche vivendo in montagne e zone rurali e continuando a tramandare di generazione in generazione le diverse caratteristiche della propria musica.

## Musica Folk
La musica folcloristica albanese si può dividere in tre gruppi stilistici, con altre aree musicali importanti e in qualche modo peculiari intorno alle città di Scutari, Kavajë e Coriza; i gruppi sono i Gheg del nord e i meridionali Lab e Toschi. Le tradizioni contrastano nei toni "eroici e rudi" del nord e quelli "rilassati e raffinati" del sud. Questi stili disparati sono uniti "dall'intensità che entrambi danno alla loro musica come un mezzo di espressione patriottica e un veicolo portatore della narrativa della storia orale" e da certe caratteristiche come l'uso di ritmi quali i 3/8, 5/8 e 10/8. La prima raccolta di musica folcloristica albanese fu fatta da Pjetër Dungu nel 1940.
Le canzoni del folclore albanese si possono dividere in grandi gruppi, le epiche eroiche del nord, le dolci melodie delle ninna nanne, le canzoni d'amore, la musica da matrimonio, le canzoni da lavoro e altri tipi. La musica dei vari festival e festività è anche un'importante parte, specialmente quelli che celebrano il Giorno dell'Estate, (Dita e Veres) per inaugurare la primavera. Le ninna nanne e i lamenti sono generalmente cantati da una donna. Gli strumenti folcloristici usati sono:la gajda e la çiftelia.
Tra le cantanti albanesi si possono ricordare Olta Boka, vincitrice del Festivali i Këngës 2007, e la cantautrice Elvana Gjata.